# Київське повстання (1018)
Ки́ївське повста́ння — повстання містян Києва та інших південноруських міст проти польських військ Болеслава I.

## Опис
Після поразки в битві під Любечем і втрати київського князювання, Святополк Окаянний, зять Болеслава, попросив польського короля про допомогу. Болеслав погодився й організував похід на Київ. Розбивши на берегах Бугу військо Ярослава Мудрого, Болеслав зі Святополком увійшли до Києва. Частину військ Болеслав відпустив додому, інші були розміщені в містах на постій.
Давньоруський літопис називає ініціатором подальших подій Святополка, який віддав наказ «бити» поляків по містах. Однак, історики вважають найбільш імовірним, що в Києві, як двома десятиліттями раніше в Празі, Болеслав лише скористався внутрішніми негараздами для того, аби захопити владу, а його воїни ставилися до місцевого населення як до переможених, чим викликали народний гнів. Як наслідок, у Києві почали формуватися загони самооборони, що нападали на патрульні загони поляків, завдаючи їм великих втрат, через що польське військо почало зменшуватися. Зрозумівши, що рано чи пізно втрата Києва є неминучою, а польське військо може зникнути, Болеслав почав готуватися до відступу.
Болеслав полишив Київ, вивізши з собою київську скарбницю, сестер Ярослава, а також отримавши від Святополка червенські міста, приєднані до Київської Русі у часи правління Володимира Святославича.
Незабаром Ярослав Мудрий за допомогою новгородців зміг повернутися до Києва, в якому зміг остаточно утвердитися після перемоги над Святополком у битві на річці Альті. Червенські міста були повернуті до складу Київської Русі після того, як Ярослав Мудрий допоміг онукові Болеслава, Казимиру I встановити контроль над Мазовією в 1040-ві роки.